# José Sanz de Villaragut
José Sanz de Villaragut (Saragozza, 1633 – 29 agosto 1698) è stato un vescovo cattolico spagnolo.

## Biografia
Nacque a Saragozza, sede dell'omonima arcidiocesi, in Spagna, nel 1633.
Il 6 dicembre 1683 papa Innocenzo XI lo nominò vescovo di Gaeta.
Il 2 gennaio 1693 papa Innocenzo XII lo trasferì alla sede di Pozzuoli dove rimase fino al 18 giugno 1696 quando, su presentazione di Carlo II nella sua qualità di re di Sicilia, lo stesso Papa lo trasferì nella diocesi di Cefalù.
Morì il 29 agosto 1698 ed è sepolto nella cattedrale.